# المشتري LVII
القمر S/2003 J 5 هو قمر طبيعي غير نظامي يتحرك بحركة تراجعية تابع لكوكب المشتري.
و ينتمي هذا القمر إلى مجموعة كارم المكونة جميعها من أقمار غير نظامية وتتحركة بحركة تراجعية دائرة حول المشتري على مسافة تتراوح بين 23 و 24 جيجامتر وزاوية ميلان تبلغ تقريباً 165°.

## اكتشافه
اكتشف هذا القمر فريق من علماء الفلك في جامعة هاواي بقيادة سكوت شيبارد في عام 2003 للميلاد، وتمت تسميته مؤقتاً بالاسم S/2003 J 5 

## خصائصه
يدور هذا القمر حول كوكب المشتري على مسافة متوسطة تبلغ 23,974 ميغامتر في 758.341 يوماً، بزاوية ميل يبلغ قدرها 166 درجة في اتجاه (°167 من خط الاستواء في المشتري) حسب مسير الشمس مع شذوذ مداري يبلغ قدره 0.307.
و يبلغ قطر هذا القمر حوالي 4 كيلومترات.

## الاسم
سُمي القمر في عام 2019 على اسم إيرين (Εἰρήνη) ، ابنة زيوس و ثيميس وإلهة السلام في الأساطير اليونانية ؛ نشأ الاسم من مسابقة تسمية عقدت على تويتر مع ستة عشر تغريدة تشير إلى الاسم ، وأهمها المستخدمون Quadrupoltensor (Quadrupoltensor) الذين اقترحوا الاسم لأول مرة و PaulR (PJRYYC).